# Nan Goldin

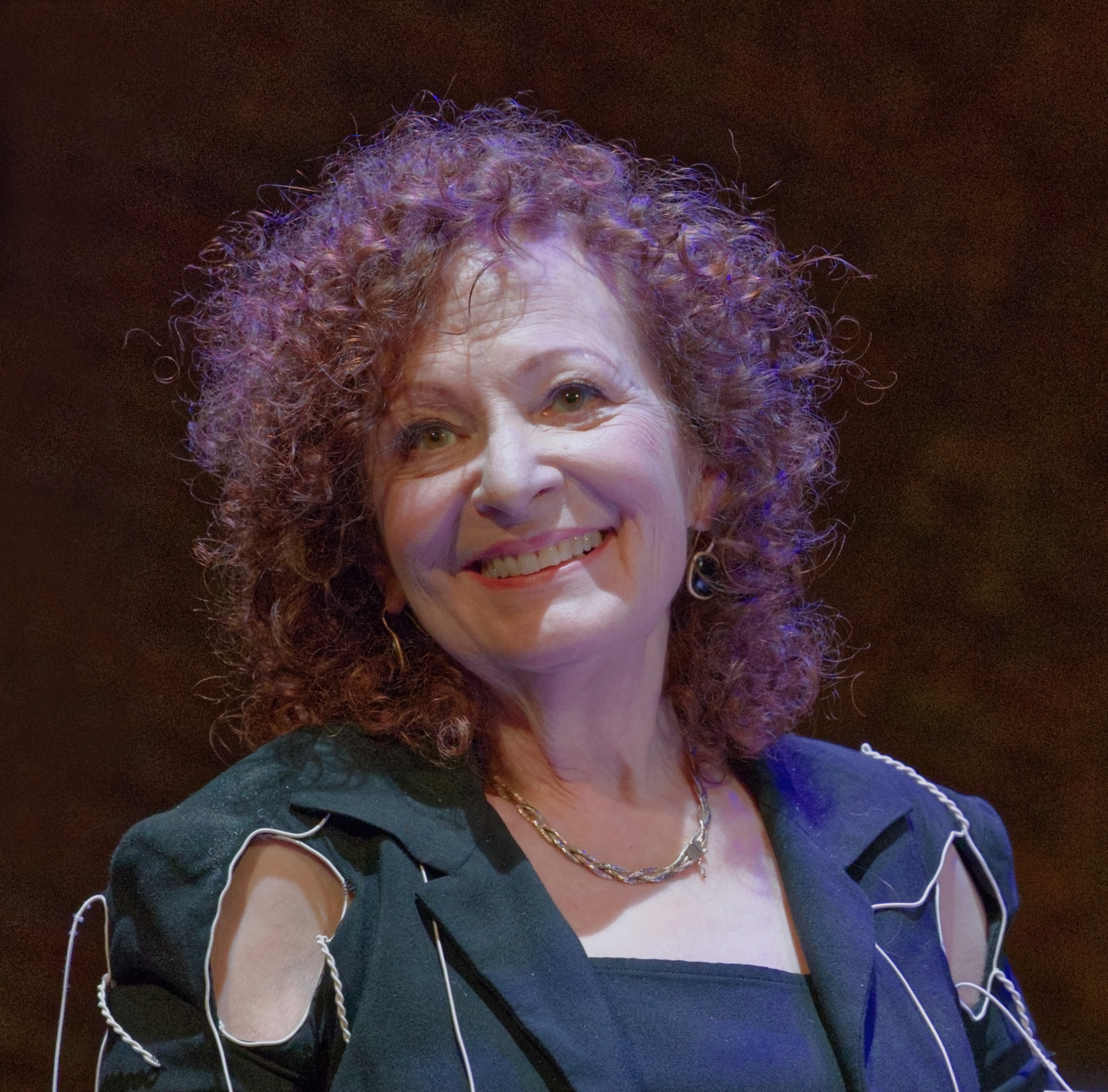
Nan Goldin 2023 bei der Auszeichnung mit dem Käthe-Kollwitz-Preis

Nan Goldin (* 12. September 1953 in Washington, D.C.) ist eine US-amerikanische Fotografin.
Themen ihrer Fotografien sind LGBT-Subkulturen, Liebe, Sexualität, Drogen und Gewalt. Dabei gewährt die bisexuelle Fotografin sehr persönliche Einblicke in ihr Lebensumfeld. Ihre Bilder sind von einer schonungslosen Direktheit geprägt, die auch vor intimen Momenten nicht zurückschreckt. Ihre bekannteste Arbeit ist die Tonbildschau The Ballad of Sexual Dependency (1980–1986). Goldin gewann im März 2007 den Hasselblad Photography Award. Nach der Überwindung einer Abhängigkeit von dem Schmerzmittel Oxycontin engagierte sich Goldin ab 2018 als Aktivistin gegen die Pharmaunternehmerfamilie Sackler und die Treiber der Opioidkrise in den USA.

## Leben
Nan Goldin wurde 1953 in Washington, D.C. geboren. Drei Jahre nach dem Suizid ihrer acht Jahre älteren Schwester Barbara Holly im Jahr 1964 verließ Nan Goldin bereits im Alter von 14 Jahren Ende der 1960er Jahre ihr Elternhaus und zog mit Freunden zusammen. Nach Anfängen als Amateurfotografin und einer ersten Ausstellung ihrer Bilder begann Nan Goldin 1974 ein Studium an der School of the Museum of Fine Arts in Boston. Nach ihrem Abschluss ging sie 1978 nach New York, wo sie auch heute überwiegend lebt und arbeitet. Ihr künstlerischer Durchbruch war ihre zwischen 1980 und 1986 entstandene Diashow The Ballad of Sexual Dependency.
Eingeladen von Alf Bold (1946–1993), dem damaligen Programmleiter des Arsenal-Kinos, reiste sie 1982 erstmals nach Berlin. In der Folge kam sie jährlich nach West-Berlin. Sie fotografierte 1984 das Plakat-Motiv für die Berliner Filmfestspiele. Goldin freundete sich mit Elke Kruse, Nikolaus Utermöhlen und Wolfgang Müller an, den Mitgliedern der Band Die Tödliche Doris. Diese fotografierte sie sowohl in West-Berlin als auch bei deren Auftritten in The Kitchen in New York 1984 und 1987 im MoMA und in Paris. 
Goldin hielt ihr Leben und das Leben und Sterben ihrer Freunde mit der Kamera fest. Sie dokumentierte körperliche Misshandlungen, AIDS-Erkrankungen und die Folgen von Drogenmissbrauch. Kritiker warfen ihr vor, mit ihren intimen Einblicken in die Drogenszene Heroin schick zu machen. Goldin selbst nahm auch Drogen und war für einige Zeit von Heroin abhängig. Seit 1988 lebte sie überwiegend drogenfrei. Nach der Operation an einer Hand 2014 wurde ihr Oxycodon als Schmerzmittel verschrieben, wovon sie unmittelbar abhängig wurde.
Ein Bild ihrer Installation Thanksgiving wurde in England wegen des Verdachts der Kinderpornografie beschlagnahmt. Im Jahr 2009 wurde sie als Ehrengast eingeladen die Hauptausstellung eines der weltweit größten Fotofestivals, der Rencontres d’Arles, zu kuratieren und lud für „Nan's Guests“ viele befreundete Kollegen ein, so u. a. David Armstrong, Leigh Ledare, Boris Mikhailov, Anders Petersen und Annelies Strba.

## Politisches Engagement

### Proteste gegen die Familie Sackler
Etwa 2014 trat bei Goldin eine Medikamentenabhängigkeit von dem Schmerzmittel Oxycontin auf, das ihr nach einer Operation verschrieben worden war. Hohe Dosen davon, die sie sich illegal verschaffte, brachten sie in Lebensgefahr. Seit ihrem Entzug engagiert sie sich als Aktivistin gegen „Blutgeld“ aus Opioiden. Ab 2018 initiierte sie in mehreren Museen, unter anderem am New Yorker Guggenheim, am MET und in der National Gallery in London, Proteste gegen Spenden der Sackler-Familie, da deren Angehörige als Besitzer von Purdue Pharma nicht nur als Mäzene bekannt sind, sondern auch wirtschaftlich in die Opioid-Epidemie in den USA verwickelt sind. Ihnen wird vorgeworfen, die Gefahren des von ihnen vertriebenen Medikaments bewusst verharmlost zu haben.
Im Jahr 2022 wurde Laura Poitras’ biografischer Dokumentarfilm All the Beauty and the Bloodshed veröffentlicht, der während der Zeit ihres Kampfes mit der Organisation P.A.I.N. gegen die Familie Sackler entstand und ihm als Rahmenhandlung dient. Das Werk wurde bei den 79. Filmfestspielen von Venedig mit dem Goldenen Löwen ausgezeichnet.

### Antizionismus
Goldin versteht sich als Antizionistin und unterstützt die Kampagne Boycott, Divestment and Sanctions (BDS). Bei der Eröffnung einer Ausstellung mit Werken von ihr in der Neuen Nationalgalerie in Berlin sagte sie im November 2024 angesichts der aktuellen israelischen Kriegführung in Gaza, was sie dort sehe, erinnere sie an die Pogrome im zaristischen Russland, denen ihre Großeltern, die außerdem den Holocaust überlebt haben, entronnen seien. Israel begehe gerade einen Völkermord. Mit diesen Äußerungen löste sie einen Eklat aus. Klaus Biesenbach, der Direktor der Neuen Nationalgalerie, der anschließend eine Gegenposition formulieren wollte, wurde von propalästinensischen Aktivisten im Publikum mit lautstarken Sprechchören zunächst daran gehindert. Als sich die Lage beruhigt hatte, las er die Rede noch einmal vor. Goldin selbst richtete sich unter anderem auf Instagram entschieden gegen ein Symposium, das alle Stimmen miteinander ins Gespräch bringen wollte, obwohl man ihr zuvor angeboten hatte, die Eröffnungsrede zu halten.

## Auszeichnungen
Einen ersten Preis bekam Nan Goldin in ihrer ersten Wahlheimat Boston mit dem Englehard Award 1986. Im Jahr darauf bekam sie für den bei Aperture erschienenen Band The Ballad of Sexual Dependency den Kodak Fotobuchpreis in Arles. 1989 folgte der Camera Austria Award. Mit einem DAAD Artists-in-Residence-Stipendium lebte sie 1991 wieder in Berlin. In Frankreich wurde sie 2004 mit einer Medaille der Stadt Paris geehrt und 2006 zum Commandeur des Arts et des Lettres ernannt. Ein Jahr später erhielt sie den renommierten Hasselblad Award.
2011 wurde Nan Goldin der Reminders Day Award im Rahmen der „Reminders Day Aidsgala“ verliehen. Mit ihrer fotografischen Arbeit hat sie AIDS ein individuelles, nicht-voyeuristisches und menschliches Gesicht gegeben und damit maßgeblich zur Enttabuisierung der Krankheit beigetragen. 2019 nahm sie den Kunstpreis Ruth Baumgarte für ihr Lebenswerk entgegen.
Auf der „Power-100“-Liste der Zeitschrift Art Review wurde Nan Goldin 2019 weltweit als Nummer 2 geführt, jedoch „nicht als künstlerisch einflussreich, sondern weil der von ihr angeführte internationale Protest gegen die Mäzenaten-Familie Sackler so erfolgreich war.“ Die Akademie der Künste (Berlin) sprach ihr 2022 den Käthe-Kollwitz-Preis zu. Ebenfalls im Jahr 2022 hob das deutsche Kunstmagazin Monopol in seinem Ranking der 100 weltweit einflussreichsten Künstlerinnen und Künstler des Jahres Nan Goldin (neben Ruangrupa) auf den ersten Platz.

## Ausstellungen
- 1987: The Ballad of Sexual Dependency, Rencontres d'Arles (Kodak Photobook Award für die Buchausgabe bei Aperture)[26]
- 1992: Die andere Seite, DAAD-Galerie, Berlin
- 1994: The Ballad of Sexual Dependency, Neue Nationalgalerie Berlin
- 1996: I'll Be Your Mirror, Whitney Museum of American Art, New York

weitere Stationen: Kunstmuseum Wolfsburg, Stedelijk Museum, Amsterdam, Fotomuseum Winterthur, Kunsthalle Wien und Nationalmuseum, Prag
- 1997: Rencontres d'Arles[27]
- 1998: Emotions and Relations: Nan Goldin, David Armstrong, Mark Morrisroe, Jack Pierson und Philip-Lorca diCorcia, Hamburger Kunsthalle, kuratiert von F. C. Gundlach[28]
- 2001: Le Feu Follet/Devil's Playground, Centre Georges Pompidou, Paris

weitere Stationen: Whitechapel Art Gallery, London, Museo Nacional Centro de Arte Reina Sofía, Madrid; Museu de Arte Contemporânea de Serralves, Porto, Castello di Rivoli, Turin, und Schloss Ujazdów, Warschau
- 2009: Ehrengast der Rencontres d'Arles, Diaschau der Ballad erstmals mit Livemusik der Tiger Lillies,[29] Dia- und Filminstallation Sisters, Saints and Sibyls;[30] Goldin kuratiert außerdem die zentrale Ausstellung im Atelier de Méchanique (Nan's Guests)[31][32]
- 2009: Poste Restante. Slide Shows/Grids, C/O Berlin[33]
- 2010/2011: Berlin Work. Fotografien 1984–2009, Berlinische Galerie
- 2016/2017: The Ballad of Sexual Dependency, Museum of Modern Art, New York[34]
- 2023: Käthe-Kollwitz-Preis 2022: Nan Goldin, Akademie der Künste (Berlin-Hansaviertel).[35]
- 2023–2025: This Will Not End Well, Moderna Museet, Stockholm

weitere Stationen: Stedelijk Museum, Amsterdam, Neue Nationalgalerie, Berlin
- 2024/2025: High Noon: Nan Goldin, David Armstrong, Mark Morrisroe, Philip-Lorca diCorcia. Werke aus der Sammlung F.C. Gundlach. Deichtorhallen Hamburg[38]

## Bibliografie
- The Ballad of Sexual Dependency. New York: Aperture, 1986, ISBN 0-89381-236-6.
  - Deutsch: Die Ballade von der sexuellen Abhängigkeit. Frankfurt am Main: Zweitausendeins, 1987, ISBN 3-86150-144-9.
- The Other Side. Zürich/New York/Berlin: Scalo, 1992, ISBN 3-908247-34-9.
  - Deutsch: Die andere Seite 1972–1992, ISBN 3-905080-33-8.
- mit David Armstrong: A Double Life. Zürich: Scalo, 1994, ISBN 1-881616-21-5.
  - Deutsch: Ein doppeltes Leben. ISBN 3-905080-40-0.
- mit Nobuyoshi Araki: Tokyo Love (Spring Fever 1994). Zürich: Scalo, 1995, ISBN 1-881616-57-6 (englisch).
- I'll Be Your Mirror. Ausstellungskatalog, hrsg. mit Elisabeth Sussman und David Armstrong. New York: Whitney Museum of American Art, 1996, ISBN 0-87427-102-9.
  - Deutsch: Frankfurt am Main: Zweitausendeins, 1998, ISBN 3-86150-264-X.
- Werner Funk, Thomas Osterkorn, Andreas Petzold: Nan Goldin. Stern – Bibliothek der Fotografie, Portfolio Nr. 11. Hamburg: Gruner + Jahr, 1998, ISBN 3-570-19166-4.
- Devil's Playground. London/New York/Berlin: Phaidon, 2003, ISBN 0-7148-4223-0.
  - Deutsch: Luzifers Garten. ISBN 0-7148-9380-3.
- mit Guido Costa: Eden and After. London/New York/Berlin: Phaidon, 2014, ISBN 978-0-7148-6577-5 (englisch).
- Diving for Pearls. Göttingen: Steidl, 2016, ISBN 978-3-95829-094-5 (englisch).
- Tomasz Gudzowaty: Beyond the Body, hrsg. von Nan Goldin. Göttingen: Steidl, 2016, ISBN 978-3-95829-040-2 (englisch).
- The Beautiful Smile. Hasselblad Foundation, Göteborg und Göttingen: Steidl, 2017, ISBN 978-3-95829-174-4 (englisch).